# Pseudagkistrodon rudis
Pseudagkistrodon rudis — вид змій родини полозових (Colubridae). Мешкає в Китаї та на Тайвані. Це єдиний представник монотипового роду Pseudagkistrodon.

## Підвиди
Виділяють два підвиди:
- Pseudagkistrodon rudis multiprefrontalis Zhao & Jiang, 1981;
- Pseudagkistrodon rudis rudis (Boulenger, 1906).

## Поширення і екологія
Pseudagkistrodon rudis широко поширені на півдні Китаю, в провінціях Аньхой, Фуцзянь, Гуандун, Гуансі, Гуйчжоу, Хенань, Хунань, Цзянсі, Сичуань, Юньнань і Чжецзян, а також на острові Тайвані. Вони живуть в гірських районах, на луках і берегах струмків в долинах, серед чагарників і каміння. Зустрічаються на висоті від 600 до 2650 м над рівнем моря. Живляться амфібіями і ящірками. Яйцеживородні, народжують більш ніж 30 змійок.